# Trilogía de Brézhnev
La Trilogía de Brézhnev (del ruso: Трилогия Брежнева) (1978–79) fue una serie de tres novelas autobiográficas publicadas bajo el nombre Leonid Brézhnev en un esfuerzo por mejorar su imagen pública; consta de las novelas:
- La pequeña parcela (del ruso: Малая земля) (véase Málaya Zemliá)
- Renacer (del ruso: Возрождение)
- Tierras Vírgenes (del ruso: Целина)

Como parte de la campaña publicitaria, a Brézhnev le fue otorgado el Premio Lenin, el premio de literatura más importante de la URSS tras su publicación. (en inglés)
Los libros pasaron a ser el blanco de numerosos chistes políticos por sí mismos.